# 空飛ぶあの白い雲のように/さよならと…
「空飛ぶあの白い雲のように/さよならと…」（そらとぶあのしろいくものように/さよならと…）は、岩田さゆりの1枚目のシングル。

## 概要
このシングルが発売された当時、TBS系ドラマ『3年B組金八先生』でヤヨ役を演じた岩田さゆりの1stシングル。両A面シングルであるが、共にノンタイアップでの発売となった。
「空飛ぶあの白い雲のように」は、岩田と同じレコード会社GIZA studioに所属する三枝夕夏（三枝夕夏 IN db）が作詞、大野愛果が作曲、徳永暁人（doa）が編曲を手がけた。三枝夕夏 IN dbが、2006年9月20日に発売されたアルバム「U-ka saegusa IN db III」にてセルフカバーしている。

## 収録曲
1. 空飛ぶあの白い雲のように
作詞：三枝夕夏、作曲：大野愛果、編曲：徳永暁人
2. さよならと…
作詞：凛々、作曲・編曲：小澤正澄
3. '空飛ぶあの白い雲のように (Instrumental)
4. さよならと… (Instrumental)